# Magnus Persson (socialdemokrat)
Hasting Magnus William Persson, född 22 oktober 1935 i Björksele kyrkobokföringsdistrikt i Västerbottens län, är en svensk ombudsman och politiker.
Persson var 1971–1994 riksdagsledamot för socialdemokraterna, och representerande Värmlands läns valkrets.
Han motionerade i riksdagen bland annat om Skogssamernas rättsliga ställning (1993/94:Bo611).
I Folkomröstningen om EU-medlemskap i Sverige 1994 var Persson aktiv på nej-sidan. I riksdagsvalet samma år kandiderade Persson för EU-motståndarna, tvärpolitisk rikslista och blev därför utesluten ur socialdemokraterna.